# Pseudotessellarctia
Pseudotessellarctia är ett släkte av fjärilar. Pseudotessellarctia ingår i familjen björnspinnare.
Kladogram enligt Catalogue of Life:
| Pseudotessellarctia | \| \| Pseudotessellarctia brunneitincta \| \| \| \| \| \| Pseudotessellarctia ursina \| \| \| \| |
|                     | \| \| Pseudotessellarctia brunneitincta \| \| \| \| \| \| Pseudotessellarctia ursina \| \| \| \| |
|                     | Pseudotessellarctia brunneitincta                                                                |
|                     |                                                                                                  |
|                     | Pseudotessellarctia ursina                                                                       |
|                     |                                                                                                  |